# Olshytteberget

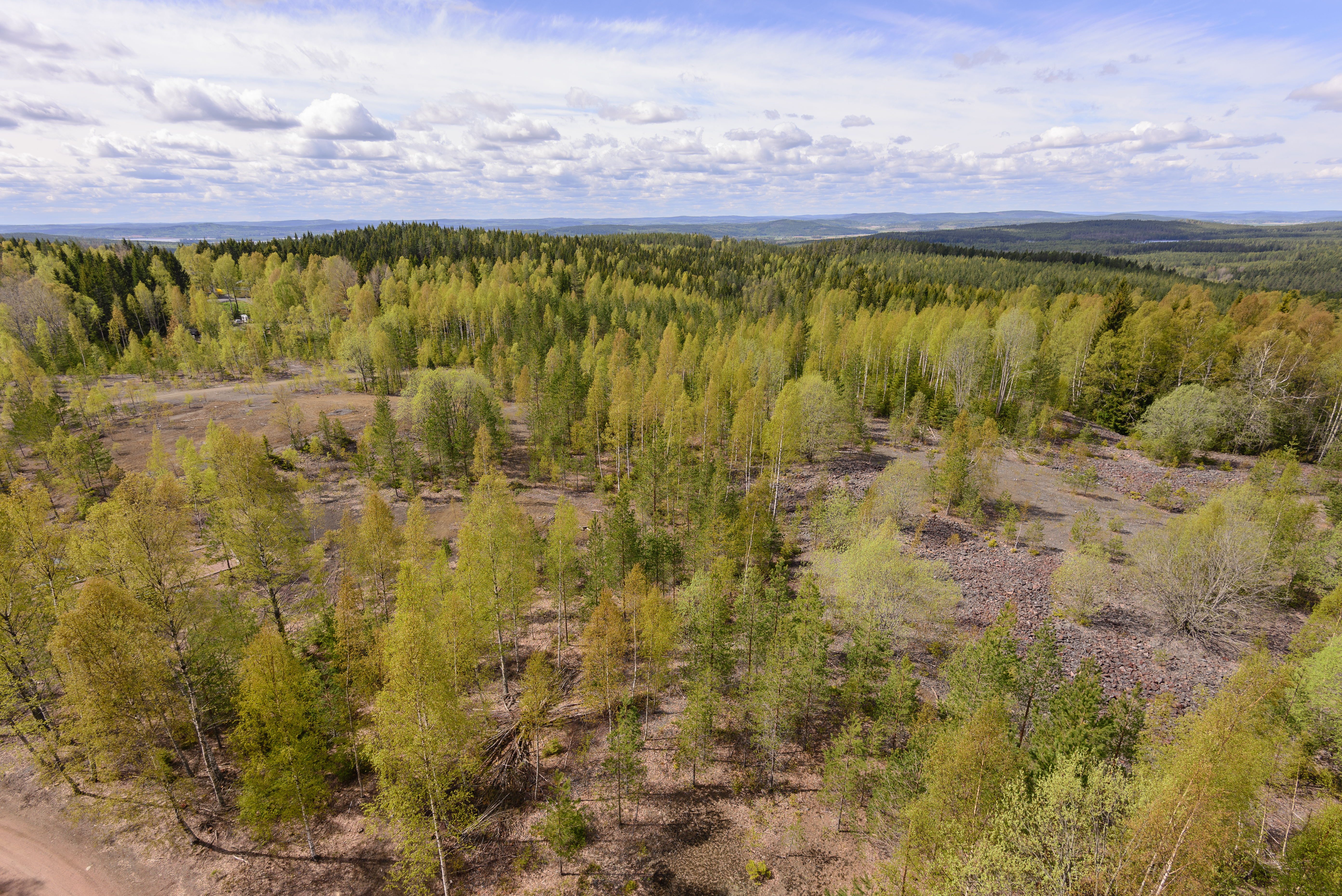
Vy från gruvlaven i Intrånget. I förgrunden rester efter gruvverksamheten.

Olshytteberget, eller Vikaberg, är ett berg nära Olshyttan i Hedemora kommun, Dalarnas län. I berget bröts tidigare järnmalm. Gruvor som legat i berget (det så kallade Olshyttefältet) inkluderar bland annat Bokhållaregruvan, Oxbergsgruvan, Stjälkgruvan och Örntjärnsgruvan. Berget hade gruvdrift från 1300-talet fram till år 1900. 1912 återupptogs gruvdriften i bergets översta del och en gruvby, Intrånget, växte upp på bergets topp. Gruvan var i drift fram till 1969. Gruvlaven, som är byggd i trä, fungerar numera som utsiktstorn och genomgick ett större reparationsarbete under 2009.

## Intrånget

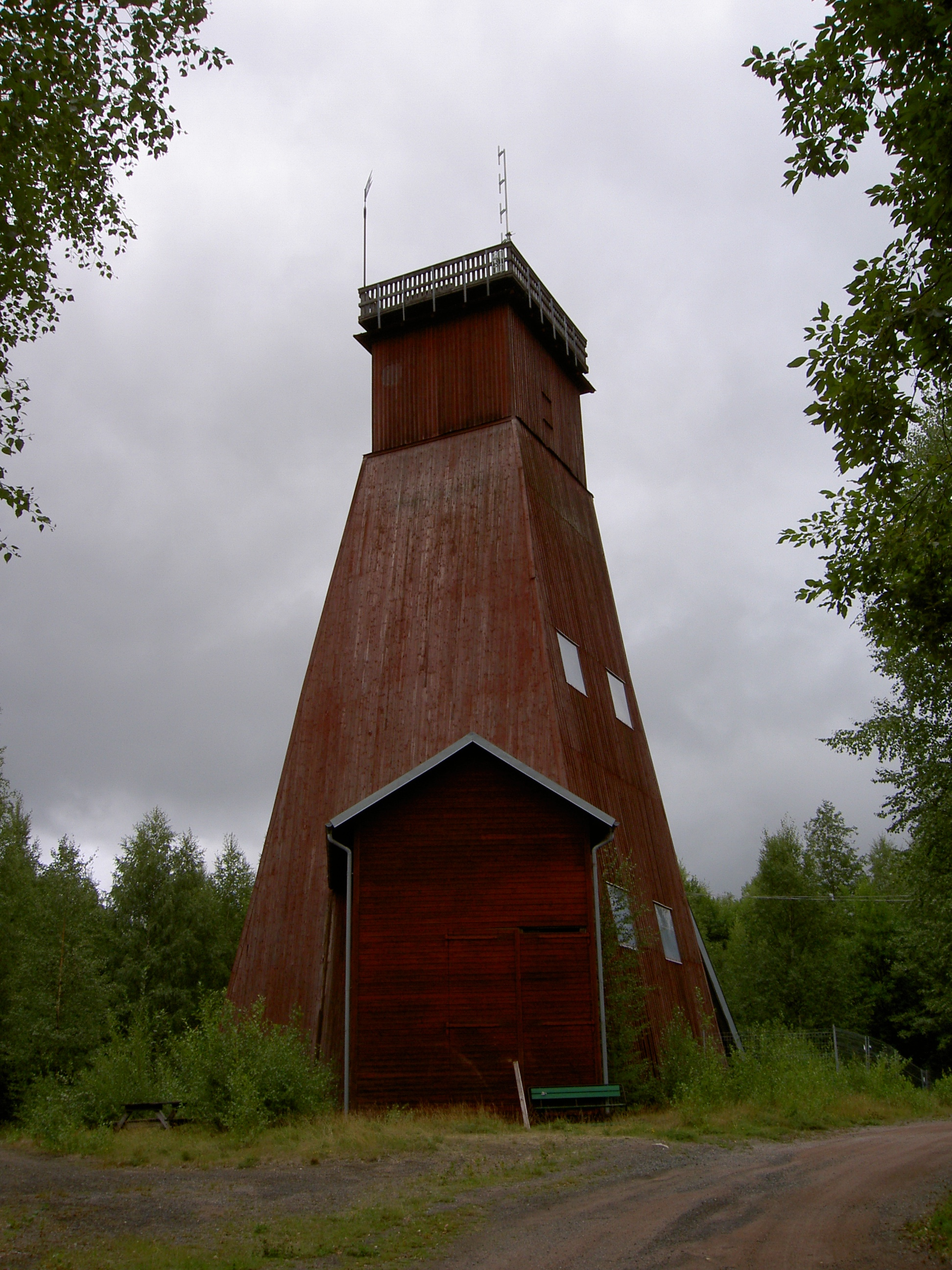
Den bevarade gruvlaven vid Intrånget.

Gruvan Intrånget (Intrångsfältet) (fram till 1800-talet Vikabergs järngruva, även kallad Penningegruvan), med privilegiebrev från 1354, gav upphov till samhället med samma namn, som bildades 1913–1916 när gruvan moderniserades och gjordes djupare. Intrånget är idag en by med ett tjugotal invånare, men vid gruvans mest aktiva period bodde och arbetade cirka 300 personer i samhället.
År 1868 bildades Stora Långviks Grufveaktiebolag av samtliga gruvor i Garpenbergs och By socknar. År 1911 sålde majoritetsägaren Stockholms Enskilda Bank företaget till Bochumer Verein, som 1926 inkorporerades i Vereinigte Stahlwerke A.G. De nya ägarna röjde mark och byggde en relativt stor anläggning på berget med bland annat sågverk, anrikningsverk, sovringsverk, kontor och arbetarbostäder. Tidigare hade gruvarbetarna bott i samhällena nedanför berget. År 1915 byggdes en butik och matservering för arbetare och tjänstemän, men huset kom senare att fungera som småskola för första och andra klass.
På 1930-talet byggdes fler byggnader, bland annat en ny kamrersbostad, vilket gjorde att den gamla kunde bli mäss för tjänstemännen. Nya tjänstemanna- och ingenjörsbostäder byggdes i slutet av 1930-talet, samtidigt som det gamla bostadsbeståndet renoverades.
År 1946 byggdes ett nytt schakt i gruvan, Centralschaktet, 487 meter djupt. Schaktet var landets modernaste bergverk vid denna tid. Malmen hade mycket låg fosforhalt och innehöll 69 % järn. Via en linbana fraktades malmen till Gruvgården, där den lastades på tåg. När järnvägen Gruvgården-Fors järnväg 1967 lades ned (årsskiftet 1966–1967) fick malmen istället fraktas med lastbil, först till Brattfors och sedan vidare till Hedemora. År 1950 löste AB Statsgruvor in Stora Långviks och drev Intrånget fram till 30 december 1969 då den lades ned pga malmbrist.
Den 16 december 1950 uppstod en våldsam brand i en av krossarna. Flera byggnader förstördes, och för att rädda gruvlaven och kontoret sprängdes byggnaden i brandens norra del. 
Det uppstod även två bränder 1982 i den nedlagda gruvan. 13 maj brann verkstaden, maskinhuset och gruvstugan ner, och 25 maj totalförstördes kontoret och många dokument som inte hade hunnit flyttas till Dalarnas länsarkiv gick upp i rök.

### Bilder

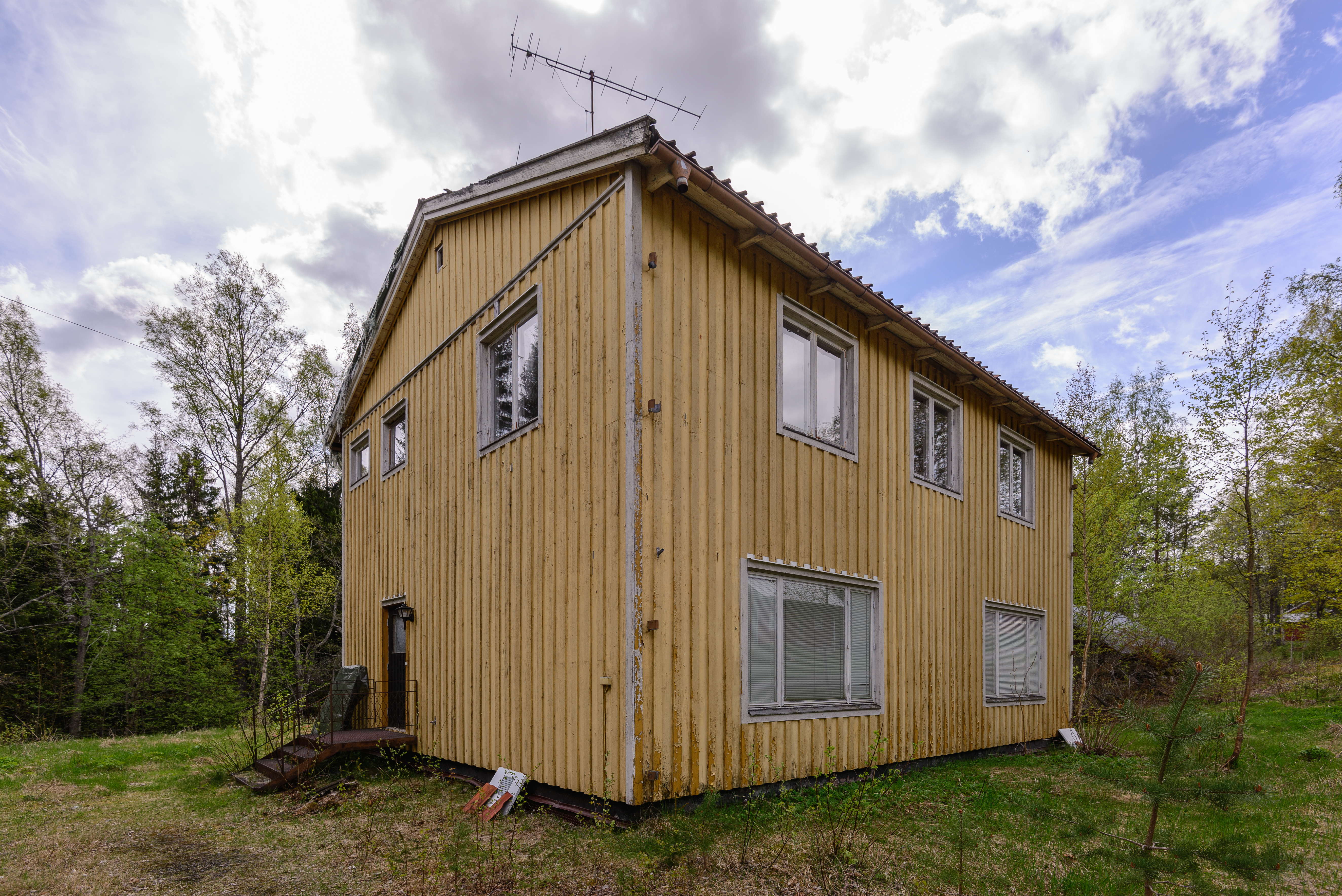
Övergiven butiksbyggnad.
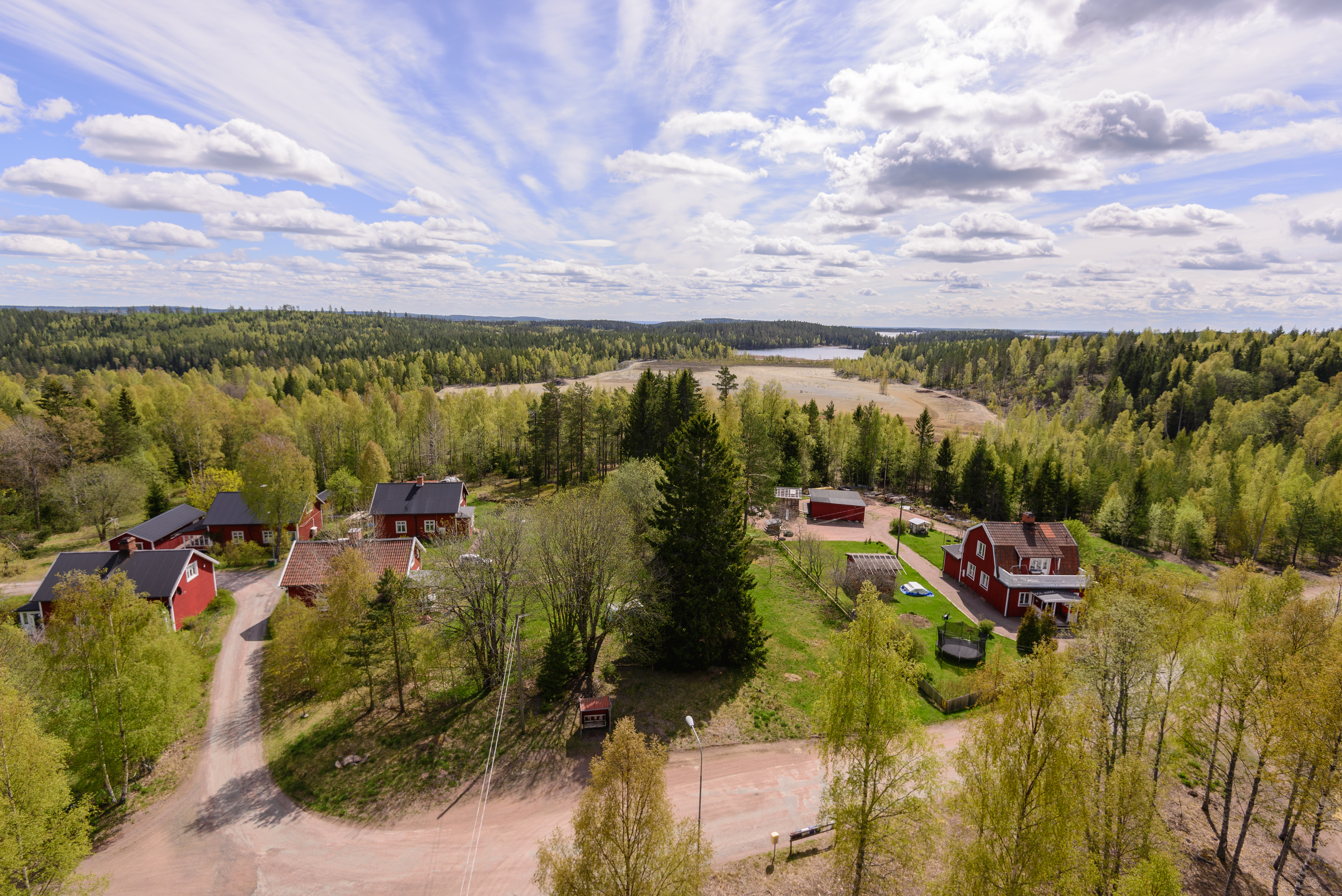
Vy över bebyggelsen.
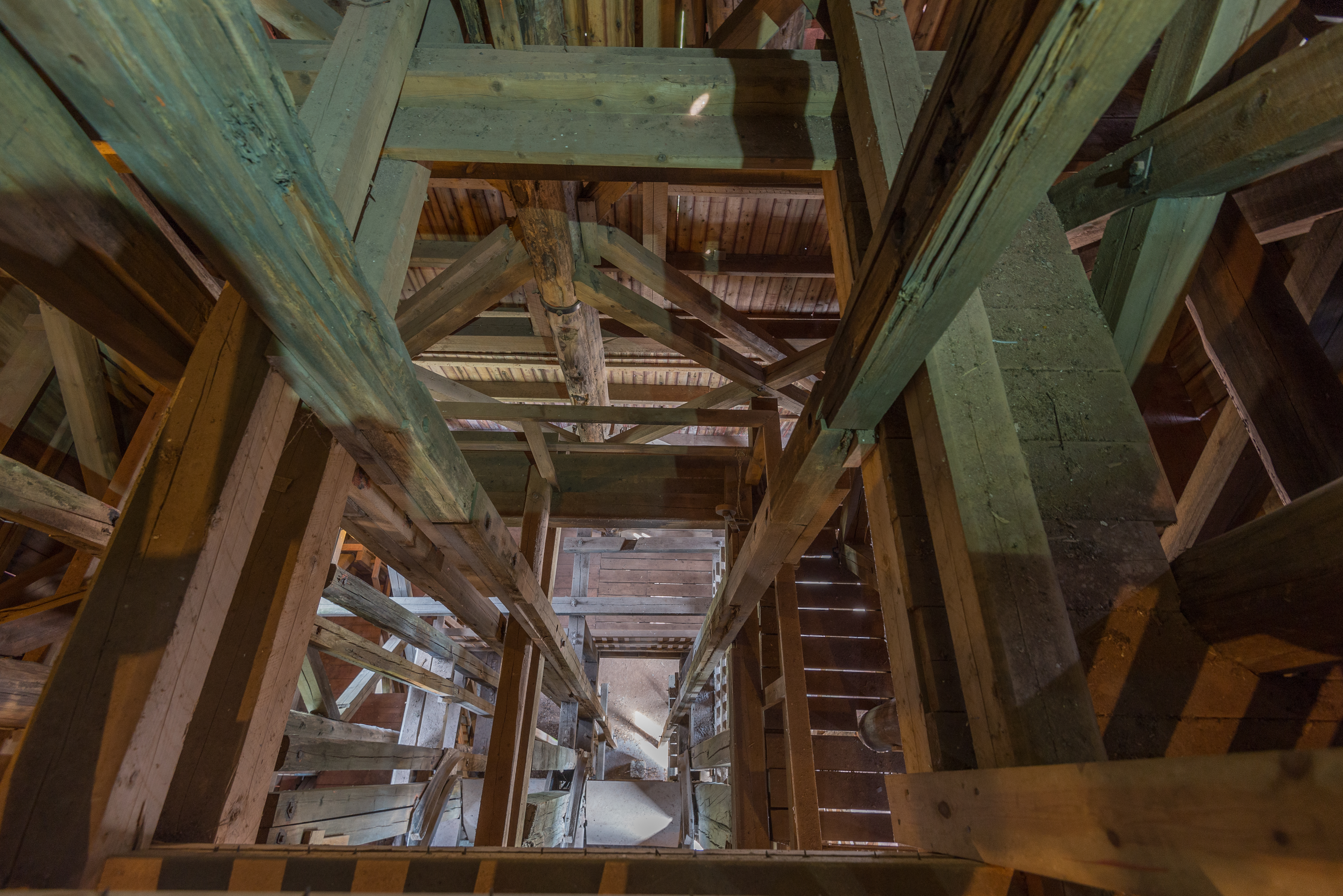
Interiör av gruvlaven.
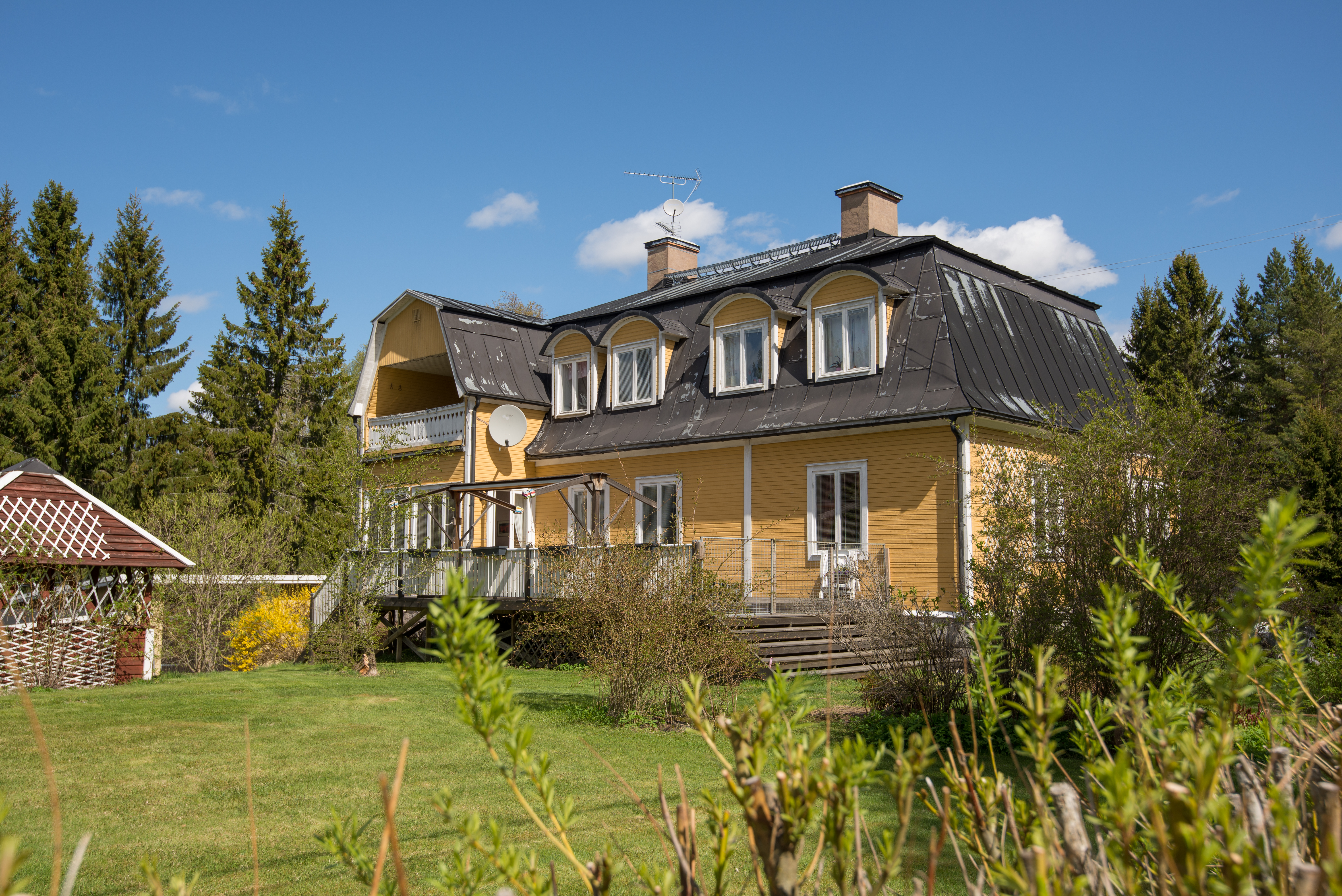
Disponentvillan.